# Mandibularia nigriceps
Mandibularia nigriceps – gatunek chrząszcza z rodziny kózkowatych i podrodziny zgrzypikowych. Jedyny przedstawiciel rodzaju Mandibularia.

## Zasięg występowania
Gatunek ten występuje w Azji, notowany w południowych Chinach oraz w Wietnamie.